# 世田壱恵
世田 壱恵（せた いっけい、1965年6月16日 - ）は、日本の声優、俳優。銀プロダクション所属・社長。
旧芸名は世田 一恵（せた いっけい）。東京都出身。

## 人物・経歴
劇団あすなろ→劇団東京ルネッサンス→劇団銀プロ 創立メンバー→銀プロダクション所属・社長。
趣味・特技は落語、水球、模型。ガス溶接技能講習修了証。

## 出演作品

### テレビアニメ
1996年
- こちら葛飾区亀有公園前派出所（おじいさん）
- こどものおもちゃ（神主、枯簿原、司会者）
- 逮捕しちゃうぞ（男A）

1997年
- VIRUS ‐VIRUS BUSTER SERGE‐（ジョニー・リー、クルーB、ノーマルポリス、牽引車の男）
- 金田一少年の事件簿（1997年 - 2000年、赤井義和、警備員、掃除のオジさん）
- 深海伝説MEREMANOID（百目組、バーズ兵、兵士）
- ハニ太郎です。（よしおの父）
- HARELUYA II BØY（キラーたち、カップルの男 他）

1998年
- アニメ週刊DX!みいファぷー
  - こっちむいてみい子（大西アキオ先生、カメラマン、他）
  - ふしぎ魔法ファンファンファーマシィー（八百ひち、おそば屋、ロックスミス、とんでもない者）
  - ヘリタコぷーちゃん（フリスキー）

- こちら葛飾区亀有公園前派出所（老人）
- サイレントメビウス（内藤ディレクター、解剖医メラー）
- SHADOW SKILL -影技-（ラオ、男1、男A、密偵〈客1〉）
- ひみつのアッコちゃん（第3作）（おじいちゃん）
- 魔法のステージファンシーララ（MC男、岡本、司会者）
- 名探偵コナン（漫才師A）

1999年
- エデンズボゥイ（ならず者）
- 神風怪盗ジャンヌ（社長）
- 週刊ストーリーランド（執事）
- 星界の紋章（ミン・クルサップ）
- パワーストーン（剣次郎、ガンダ）
- 魔法使いTai!（カメラマン、監督）
- モンスターファーム 〜伝説への道〜（プラオ）

2000年
- 犬夜叉（村人）
- ストレンジドーン（ハフ、村人）
- それいけ!アンパンマン（ゆきおおかみ、モオさん〈代役〉）

2001年
- 超GALS!寿蘭（泥棒）
- デジモンテイマーズ（サイバードラモン、サンティラモン）
- も〜っと! おジャ魔女どれみ（服部師範）

2002年
- デジモンフロンティア（ドッグモン）

2003年
- 明日のナージャ（おじいさん、古物屋店主）

2004年
- ごくせん（猫股）
- 砂ぼうず（無限屋）

2005年
- ローゼンメイデン トロイメント（ドロボウキャット）

2009年
- WHITE ALBUM（レポーター〈1〉）

### OVA
- サクラ大戦 轟華絢爛（1999年、タレじい）

### 劇場アニメ
- 銀河鉄道999 エターナル・ファンタジー（1998年、警官）
- ウルトラマンM78劇場 Love & Peace（1999年）
- スレイヤーズぷれみあむ（2001年、店主）
- デジモンテイマーズ 暴走デジモン特急（2002年、サイバードラモン、ジャスティモン）

### ゲーム
- くるパラ!（2001年、コルポロ）
- 裏技麻雀〜これって天和ってやつかい〜（2002年、ゲン蔵、ヤス）
- ワニワニパニック3（2007年）
- シェンムーIII（2019年、孫九思 他)

### 吹き替え

#### 洋画
- 真・三国志 天地戦乱（魯粛〈クー・フェン〉）
- ドラキュラ・イン・ブラッド 血塗られた運命（シュテファン司祭〈ピーター・ウェラー〉）
- ハロー!スーザン（エリオット）
- マーニーと魔法の書（マクタガード）

#### 海外アニメ
- ジャスティス・リーグ（ブリザード）
- ビリー&マンディ（ナーゴル〈初代〉、マンディの父〈初代〉、他）

### CD
- デジモンテイマーズ ベストテイマーズ5（秋山遼&サイバードラモン名義）[7]

### テレビ番組
- 知ってるつもり?!（日本テレビ）
- 目撃!ドキュン（テレビ朝日）
- 踊る!さんま御殿!!（日本テレビ）
- 天才!志村どうぶつ園（日本テレビ）
- にほんごであそぼ（NHK Eテレ） - ぐうたら ちんたら 役
- うたごえプロジェクト めをとじ（2024年4月2日 - 30日・6月11日、テレビ東京）

### 映画
- 彼女が水着にきがえたら（1989年6月公開）
- ノルマル17歳。-わたしたちはADHD-（2024年4月公開） - 間山和仁 役

### 舞台
- 私の青い空（山下清）
- 青きこの海の果てに（西郷隆盛）
- 南の島に雪が降る（及川一郎）2015年
- おかあさん（北きつねのコン）
- 八つ墓村[8]
- カラクリ雪之JOE変化

### ラジオ
- 銀プロダクションの「KIN・GIN・DO?!」
- 裏KIN・GIN・DO?!（インターネットラジオ Voice Love Network）
- 世田壱恵の「毒舌らじおぉ!」
- 世田壱恵の「妄想RADIO」
- せたジュンのほんのりサジカゲン[9][10][11]（インターネットラジオ Voice Love Network）

### WEB番組
- はやくキメナイト!!（2017年7月4日・11月7日・2018年8月7日、FRESH LIVE）

### MUSIC VIDEO
- Dual Dream「Winter Kiss」（1994年）